# Amtseintragung
Unter Amtseintragung (auch Amtseintrag) versteht man in Deutschland, bzw. unter Amtssammlung in Österreich, die Sammlung der Unterstützerunterschriften im Rahmen eines Volksbegehrens oder Bürgerbegehrens unter amtlicher Aufsicht im Rathaus oder an anderen behördlich festgelegten Orten. In einigen wenigen deutschen Bundesländern ist die Amtseintragung auch für die Sammlung von Unterstützerunterschriften zu Kommunalwahlen gesetzlich vorgeschrieben.

## Amtseintragung in Deutschland
In deutschen Bundesländern ist die Eintragung in eine Unterstützerliste für ein Volks- oder Bürgerbegehren immer auch auf dem Amt bzw. amtlich bestimmten Stellen möglich. In einer Reihe von Bundesländern stellt sie allerdings die einzige Form der Eintragungsmöglichkeit dar, das heißt die Unterstützung einer Initiative durch Eintragung in entsprechende Listen (so genannte Freie Sammlung) ist ausdrücklich nicht erlaubt. In einigen wenigen weiteren Bundesländern, steht die Amtseintragung alternativ zur Freien Sammlung, das heißt die Initiatoren müssen im Vorfeld eines Begehrens bestimmen, welchen Eintragungsweg sie nutzen wollen, wobei dies Auswirkungen auf die weiteren Verfahrensregelungen (bspw. die Fristen für die Sammlung und die Höhe der Quoren) haben kann.

## Amtssammlung in Österreich
In Österreich ist die Amtssammlung für alle direktdemokratischen Verfahren auf Bundesebene, sowie in sieben der neun Bundesländer vorgeschrieben. Lediglich im Burgenland und im Land Salzburg ist eine Freie Sammlung auf Landesebene zulässig.

## Kritik
Sofern es keine Alternative zur Amtseintragung bzw. der Amtssammlung gibt, wird diese von Befürwortern der Direkten Demokratie häufig kritisiert, da sie die Hürden für die Unterstützung einer direktdemokratischen Initiative deutlich erhöht. So müssen insbesondere in ländlichen Gebieten unter Umständen weite Wege in Kauf genommen werden, um die eigene Unterstützung für eine Initiative zu bekunden. Die eingeschränkten Öffnungszeiten sind insbesondere für Berufstätige eine weitere Hürde, die die Unterstützung eines Begehrens erschwert. Befürworter der Amtseintragung bzw. der Amtssammlung halten dem entgegen, dass nur durch sie ein ausreichender Schutz vor Manipulation (Unterschriftenfälschung) und der Datenschutz gewährleistet werde.
Im deutschen Bundesland Brandenburg wurde als Reaktion auf die Kritik an der Amtseintragung anlässlich einer Reform im Jahre 2012 für die kommunalen Verwaltungen die Möglichkeit geschaffen, weitere Eintragungsstellen (bspw. Bank- und Postfilialen, Ladengeschäfte) bestimmen zu können. Die Kritiker der Amtseintragung sehen hierin allerdings keine grundlegende Verbesserung, vielmehr werde nun zusätzlich das Problem geschaffen, dass die Zahl der Eintragungsstellen von der politischen Unterstützung einer Initiative seitens der lokalen Politik abhängig sei.